# Copa da Sérvia
A Copa da Sérvia (no Brasil) ou Taça da Sérvia (em Portugal) é o segundo mais importante torneio de futebol na Sérvia (atrás apenas do campeonato sérvio). O formato do torneio é de mata-mata, e tem início em disputas regionais. De 1923 até 2002, os clubes do país disputavam a Copa da Iugoslávia, e até 2006 a Copa da Sérvia e Montenegro ou Taça da Sérvia e Montenegro. O campeão ganha o direito de participar da Copa da UEFA.

## Temporada atual
Ver Copa da Sérvia 2008/09

## História

### Copa da Iugoslávia
Os clubes sérvios disputavam a Copa da Iugoslávia de 1946 até 2003. Porém, com a dissolução do país, apenas até 1991 o torneio foi disputado também com os clubes da Croácia, da Eslovênia, da Bósnia e Herzegovina e da República da Macedônia. A partir desse ano e até 2003, o torneio foi disputado apenas com clubes da Sérvia e do Montenegro.

#### Títulos dos clubes sérvios na CopaIugoslava
- Estrela Vermelha de Belgrado: 21
- Partizan Belgrado: 9
- OFK Belgrado: 4 (inclui os títulos quando se chamava BSK)

### Copa da Sérvia e Montenegro
Apenas mudou o nome do país, mas o formato e os clubes continuaram como estava na temporada anterior. Disputada de 2002 até 2006.

#### Títulos naSérvia e Montenegro
- Estrela Vermelha de Belgrado: 2
- Sartid Smederevo: 1
- Zeleznik Belgrado: 1

### Copa da Sérvia
Torneio mata-mata sérvio desde independência do país, após a separação com Montenegro em 2006. Os clubes kosovares também disputam uma copa paralela.
- 2006/07 Estrela Vermelha de Belgrado
- 2007/08 Partizan Belgrado
- 2008/09 Partizan Belgrado
- 2009/10 Estrela Vermelha de Belgrado
- 2010/11 Partizan Belgrado
- 2011/12 Estrela Vermelha de Belgrado
- 2012/13 FK Jagodina
- 2013/14 FK Vojvodina
- 2014/15 Cukaricki

- 2015/16 Partizan Belgrado
- 2016/17 Partizan Belgrado
- 2017/18 Partizan Belgrado
- 2018/19 Partizan Belgrado
- 2019/20 FK Vojvodina
- 2020/21 Estrela Vermelha de Belgrado
- 2021/22 Estrela Vermelha de Belgrado
- 2022/23 Estrela Vermelha de Belgrado
- 2023/24 Estrela Vermelha de Belgrado

#### Títulos naSérvia
- Partizan Belgrado: 7
- Estrela Vermelha de Belgrado: 7
- FK Jagodina: 1
- FK Vojvodina: 2
- Cukaricki: 1